# Chasné-sur-Illet
Chasné-sur-Illet (bret. Kadeneg) – miejscowość i gmina we Francji, w regionie Bretania, w departamencie Ille-et-Vilaine.
Według danych na rok 1990 gminę zamieszkiwały 882 osoby, a gęstość zaludnienia wynosiła 93 osoby/km² (wśród 1269 gmin Bretanii Chasné-sur-Illet plasuje się na 624. miejscu pod względem liczby ludności, natomiast pod względem powierzchni na miejscu 854.).